# Archivo Histórico Provincial de Cádiz
El Archivo Histórico Provincial de Cádiz está situado en la ciudad de Cádiz (España), y su sede se encuentra en la Casa de las Cadenas. El edificio a su vez está catalogado como Bien de Interés Cultural.

## Creación
El Archivo Histórico Provincial de Cádiz fue creado por el Estado español el 6 de marzo de 1975, aunque desde 1972 venía funcionando de manera provisional en un local situado en la planta baja de la Diputación Provincial. En mayo de 1987 se trasladó al edificio conocido como "Casa de las Cadenas" situado en la calle Cristóbal Colón, de Cádiz, que el Ministerio de Cultura había comprado en 1980 con el fin de destinarlo a la sede del Archivo.
Fue inaugurado oficialmente el 2 de mayo de 1991 por el presidente de la Junta de Andalucía. En la actualidad forma parte del Sistema Andaluz de Archivos y su gestión se rige por el Convenio de colaboración firmado entre el Ministerio de Cultura y la Junta de Andalucía el 21 de mayo de 1994.

## Misión
La misión que tiene el Archivo Histórico Provincial de Cádiz en particular y todos los Archivos del mundo en general no es otra que, recoger, conservar y poner a disposición de los ciudadanos los documentos producidos por la Administración pública en el ámbito de la provincia. Ellos suponen el testimonio de nuestra historia y de la actividad de la sociedad, y sobre ellos descansa en buena medida nuestra identidad cultural. Por ello, el Archivo es el responsable de la conservación del Patrimonio Documental, que todos los ciudadanos tienen derecho a conocer y disfrutar.

## Titularidad
El Archivo Histórico Provincial es una institución de titularidad estatal y gestión autonómica, desde que ésta fuera transferida a la Junta de Andalucía. Por ello, forma parte tanto del Sistema de Archivos del Estado como del Sistema Andaluz de Archivos. Orgánicamente depende de la Consejería de Cultura, Dirección General de Instituciones del Patrimonio Histórico, y de su correspondiente Delegación Provincial.
En 2019 se nombra director a Santiago Saborido Piñero, que apuesta por una apertura al público general.

## Fondos
El Archivo es una institución creada para ser la receptora de la documentación histórica de la provincia. Cuenta con unas 105. 000 unidades archivísticas (entre libros registros, cajas archivadoras y otros soportes), que se corresponden con 130 archivos distintos, públicos y privados, que ocupan más de 16 kilómetros de estanterías.

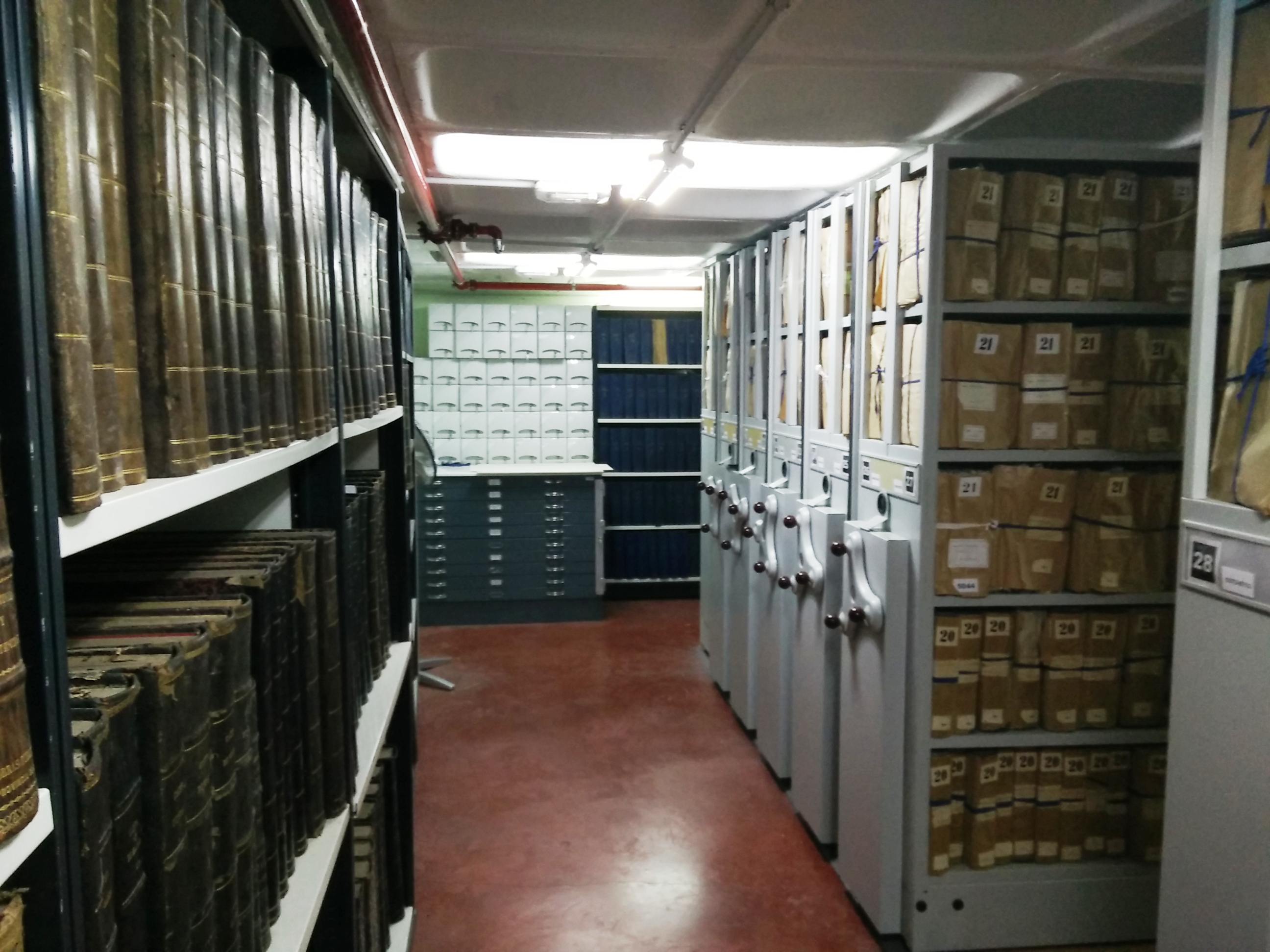
Depósito del Archivo Histórico Provincial de Cádiz

Su punto fuerte son los protocolos notariales. Alguno de ellos cuentan con más de cien años de antigüedad. Además posee colecciones facticias de planos y fotografías, actualmente en proceso de catalogación. Junto a esto, y de acuerdo con la legislación vigente, alberga más de sesenta fondos correspondientes a distintos organismos de la Administración General, tanto del Estado como de la Junta de Andalucía, así como de la Administración Institucional y Corporativa.
Posee además diversos archivos privados, que ingresaron bien por compra, donación, depósito o expropiación. Cuenta así mismo con microfilm de complemento de otros archivos de interés para la historia de nuestra provincia. El Archivo no es una institución cerrada: antes al contrario y gracias a su gran capacidad de depósito continua abierto a la recogida de fondos, tanto de los organismos que ya remitieron parte de su documentación como de aquellos que aún no lo han hecho.
Para acceder a este masa documental, que supera en el día de hoy las sesenta mil unidades (entre libros y legados), se cuenta con una amplia serie de instrumentos descriptivos: inventarios, catálogos, índices y base de datos.
Así mismo posee una biblioteca especializada en archívistica, historia local, de las instituciones y de América, así como un amplio número de revistas especializadas. Existe el préstamo bibliotecario exclusivamente a los investigadores del Archivo.
Recibe los protocolos que cumplen más de 100 años en otros archivos de la provincia, excepto los de Jerez de la Frontera, que se quedan en la Biblioteca-Archivo de dicha ciudad.

## Infraestructura
El Archivo Histórico Provincial de Cádiz cuenta con tres grandes áreas perfectamente delimitadas y diferenciadas.
La primera área es la de acceso libre al público. En ella nos encontramos el salón de actos (que puede ser utilizado como sala de exposición), sala de lectura, mesas de trabajo y los diferentes despachos(dirección, personal técnico y secretaría)
La segunda área es la denominada área de trabajo, formada por muelle de descarga, sala de fumigación, taller de restauración, área de laminación, laminadora automática, mobiliario e instrumental auxiliar, área de análisis y trabajos manuales, maquinaria e instrumental para análisis y restauración manual de la documentación, área de reintegración mecánica, reintegradora, maquinaria e instrumental auxiliar, área de encuadernación, maquinaria para encuadernar, sala de clasificación y laboratorio de microfilm (dotada de cámara planetaria, reveladora y duplicadora)
La tercera y última área es la llamada área de los depósitos. Abarca un total de 1. 771, 89 metros cuadrados. La torre A tiene 5 plantas y la torre B tiene 4 plantas. También nos encontramos con los depósitos c1 y c2 situados sobre la sala de lectura y oficinas.